# Половой процесс
Полово́й проце́сс, или оплодотворе́ние, или амфими́ксис (др.-греч. ἀμφι- — приставка со значением обоюдности, двойственности и μῖξις — смешение), или сингамия — процесс слияния гаплоидных половых клеток, или гамет, приводящий к образованию диплоидной клетки зиготы. Не следует смешивать это понятие с половым актом (встречей половых партнёров у многоклеточных животных).
Половой процесс закономерно встречается в жизненном цикле всех организмов, у которых отмечен мейоз. Мейоз приводит к уменьшению числа хромосом в два раза (переход от диплоидного состояния к гаплоидному), половой процесс — к восстановлению числа хромосом (переход от гаплоидного состояния к диплоидному).
Различают несколько форм полового процесса:
- изогамия — гаметы не отличаются друг от друга по размерам, подвижны, жгутиковые или амёбоидные;
- анизогамия (гетерогамия) — гаметы отличаются друг от друга по размерам, но оба типа гамет (макрогаметы и микрогаметы) подвижны и имеют жгутики;
- оогамия — одна из гамет (яйцеклетка) значительно крупнее другой, неподвижна, деления мейоза, приводящие к её образованию, резко асимметричны (вместо четырёх клеток формируется одна яйцеклетка и два абортивных «полярных тельца»); другая (спермий, или сперматозоид) подвижна, обычно жгутиковая или амёбоидная.

Биологическое значение амфимиксиса непосредственно связано с биологической сущностью определённых сторон процесса оплодотворения. Дарвин, открывший «великий закон природы», говорил о прогрессивном значении появления полового процесса в истории органического мира, рассматривая при этом перекрёстное опыление как источник обогащения наследственности. Благодаря бипариентальному наследованию (материнское — от яйцеклетки и отцовское — от спермия) в результате амфимиксиса получаются более жизнеспособные организмы, обладающие более широким спектром изменчивости по сравнению с апомиктичными растениями.

## Факторы, способствующие оплодотворению в ветеринарии
Для достижения высокой оплодотворяемости самок необходимы следующие условия:
1. Высокое биологическое качество спермиев и яиц, которое обеспечивается полноценным кормлением и комфортными условиями содержания маточного поголовья и производителей.
2. Своевременное осеменение по отношению к овуляции.
3. Оптимальная скорость перемещения спермиев и ооцита по половым путям самки, что зависит от условий проведения естественного или искусственного осеменения, сократительной активности матки и яйцепроводов.
4. Нормальное состояние половых путей[3].

## Иное использование термина
Иногда под половым процессом подразумевают не столько оплодотворение, сколько рекомбинацию генетической информации между особями одного вида, при том необязательно сопряжённую с размножением. В этом случае к разновидностям полового процесса относят конъюгацию у протистов и парасексуальный процесс у бактерий, также называемый конъюгацией.